# 永久債
永久債（えいきゅうさい）とは、満期を持たない債券である。
永久債は発行体が存続する限り永久に利子を支払うかわりに、買い戻す必要は無い。そのため株主資本と類似するが、あくまで債券であるので負債として扱われる。

## 概要
16-17世紀のオランダは永久型年金公債を発行していた。発行主体はそれぞれの徴税権をもつ各州議会と連邦議会があった。30-32年の超長期債も出していた。
オランダの雑多な永久債が名誉革命でイギリスへ伝播してコンソル公債に規格化された。近年では劣後債よりも更に支払い順位の低い債券（永久劣後債）として銀行により発行される。
その債券は発行条件によってはその他Tier1資本(Additional Tier1 債、AT1債)もしくはTier2資本として計上され、銀行の自己資本比率を満たす手段の一つとなっている。
銀行の発行するこれらの債券は繰り上げ償還可能(コーラブル債)となっているが、最初の繰り上げ償還期日は5年以上先となっている。

## 債券価格
繰り上げ償還条項がなく、利子額が固定かつ永久支払の永久債については、債券価格が簡易に求められる。
債券価格=利子額/利子率
となる。利子額が100円で利子率が0.05（5%）である場合、債券価格は2,000円となる。逆に、債券価格が10,000円であれば利子率は0.01（1%）となる。また配当の安定した企業の株式はコンソル債に近い性格を持つことから、株価の理論的な価格を求める一つの指標にもなっている。
債券の性格上、利子率が低下すると債券価格は非常に高くなる。このため、一定以上に利子率が下がると値下がりのリスクが高まり債券需要がそれ以上伸びなくなり、貨幣需要が無限に増大する（流動性の罠）。